# Rosochaty Róg
Rosochaty Róg – wieś w Polsce położona w województwie podlaskim, w powiecie sejneńskim, w gminie Krasnopol.
| SIMC    | Nazwa   | Rodzaj    |
| ------- | ------- | --------- |
| 0761319 | Kolonia | część wsi |

Wierni kościoła rzymskokatolickiego należą do parafii Niepokalanego Poczęcia Najświętszej Maryi Panny w Wigrach.

## Historia
Miejscowość została założona w 1845 roku przez przybyłych na Suwalszczyznę rosyjskich staroobrzędowców. 
W 1921 roku wieś liczyła 24 domy i 161 mieszkańców, w tym: 109 staroobrzędowców, 50 katolików i 2 prawosławnych.
W okresie międzywojennym wieś nazywano Sawkową Górą. 
W latach 1975–1998 miejscowość administracyjnie należała do województwa suwalskiego.

## Zabytki
W miejscowości zachował się cmentarz staroobrzędowców.